# Opostegoides pelorrhoa
Opostegoides pelorrhoa là một loài bướm đêm thuộc họ Opostegidae. Nó được Edward Meyrick miêu tả năm 1915. Nó được tìm thấy ở Assam, Ấn Độ.